# Rachel Tucker

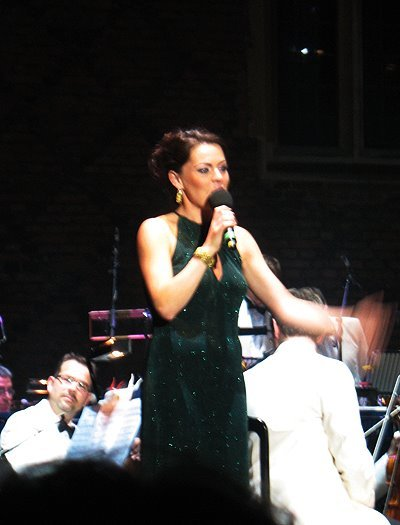
Rachel Tucker bei einem Auftritt im Jahr 2009

Rachel Tucker (* 29. Mai 1981 in Belfast) ist eine nordirische Sängerin und Schauspielerin, die vor allem durch ihre Hauptrolle der Elphaba im West-End-Musical Wicked und ihre Teilnahme in der britischen Talentshow I’d Do Anything bekannt ist.

## Leben
Rachel Tucker besuchte die Little Flower Girls’ School in Belfast, zwei Jahre das Belfast Institute of Further and Higher Education (heute: Belfast Metropolitan College) und anschließend die Royal Academy of Music.
Tucker moderierte 2009 mehrere Folgen der Sendung The Friday Show. Sie wirkte unter anderem in der West-End-Musical-Produktion We Will Rock You mit. Vom 29. März 2010 bis zum 27. Oktober 2012 spielte sie die Rolle der Elphaba im West-End-Musical Wicked.
2011 gewann sie den WhatsOnStage.com-Award in der Kategorie „best takeover in a role“.
Sie ist mit dem 17 Jahre älteren Theaterregisseur Guy Retallack verheiratet. Sie leben in London. Im Januar 2013 erwarten sie ihr erstes Kind.